# Il gladiatore
Il gladiatore (Gladiator) è un film del 2000 diretto da Ridley Scott.
Interpretato da Russell Crowe, Joaquin Phoenix, Connie Nielsen, Richard Harris e Oliver Reed, è un colossal di genere storico ispirato al romanzo Those about to die di Daniel Mannix del 1958. La sceneggiatura, inizialmente scritta da David Franzoni, è stata acquisita dalla DreamWorks Pictures nel 1998. Ridley Scott è stato scelto per dirigere la pellicola. Le riprese si sono svolte tra gennaio e maggio del 1999 in Inghilterra, Marocco, Italia (in Val d'Orcia, Toscana) e a Malta.
Vincitore di cinque premi Oscar alla 73ª edizione, ha anche ricevuto quattro BAFTA alla 54ª edizione, ed è stato accolto molto positivamente dalla critica. Ha incassato circa 465 milioni di dollari in tutto il mondo, posizionandosi al secondo posto nella classifica dei film più redditizi dell'anno.
Il sequel, intitolato Il gladiatore II, è stato distribuito nelle sale italiane a partire dal 14 novembre 2024, mentre negli Stati Uniti dal successivo 22 novembre.

## Trama
Germania, 180 d.C.. Il generale Massimo Decimo Meridio guida l'esercito romano alla vittoria durante la guerra contro i Marcomanni, guadagnandosi la stima dell'anziano imperatore Marco Aurelio. Questi, gravemente malato, designa Massimo come proprio successore al posto del figlio naturale Commodo, vedendo nel generale una guida più affidabile e sicura; Marco Aurelio intende affidare a Massimo il compito di ripristinare la Repubblica restituendo il potere al Senato, ovvero al popolo romano, come avveniva prima dell'avvento dell'età imperiale.
Inizialmente riluttante, Massimo chiede del tempo per riflettere; si ritira quindi nella sua tenda a pregare gli dei, affinché lo aiutino a decidere e proteggano la sua famiglia, composta da moglie e figlio che non vede da quasi tre anni e il cui ricordo è rappresentato da due statuette che porta sempre con sé.
Nel frattempo, Marco Aurelio comunica la propria decisione al figlio che era giunto da Roma insieme alla sorella Lucilla, la quale, vedova con un figlio, è innamorata di Massimo. Deluso e afflitto per la scelta del padre, Commodo lo uccide soffocandolo, per evitare che la sua decisione diventi pubblica, e diventare così imperatore. Massimo intuisce subito il gesto diabolico di Commodo, quindi rifiuta di sottomettersi a lui: il neo-imperatore ordina dunque a Quinto, prima amico di Massimo ed ufficiale nel suo esercito, ora capo della Guardia Pretoria, di giustiziare lo stesso Massimo e la sua famiglia.
Mentre Commodo viene incoronato imperatore, Massimo viene immobilizzato e condotto in mezzo alla foresta per essere giustiziato ma, fingendo di accettare il suo destino, afferra la spada del boia e uccide uno dopo l'altro tutti i pretoriani. Gravemente ferito a un braccio, si impossessa di due cavalli e inizia il lungo viaggio verso casa per salvare la famiglia, giungendo però troppo tardi: la moglie e il figlio sono già stati uccisi e crocifissi tra le rovine fumanti della loro villa. Massimo piange disperato i suoi cari defunti e poi si accascia, straziato dal dolore e sfinito dalla stanchezza.
Catturato da un mercante di schiavi, l’ormai ex generale viene venduto al liberto Proximo, un ex gladiatore divenuto lanista dopo essere stato liberato dalla schiavitù da Marco Aurelio e dopo aver ottenuto da questi il rudis, una spada di legno che simboleggia la libertà.
Portato in Africa, Massimo viene obbligato a combattere nell'arena, dando presto prova delle sue eccellenti qualità di guerriero e ottenendo popolarità tra gli spettatori e rispetto da parte degli altri combattenti; etichettato con il soprannome di Ispanico, per le sue origini, ed entrato a far parte della familia gladiatoria, stringe amicizia con il cacciatore numida Juba, portato via prigioniero dalla sua famiglia, e con il germano Hagen, che fino alla comparsa di Massimo era il più valoroso dei gladiatori di Proximo. Durante le pause tra uno spettacolo e l'altro, parlando delle rispettive famiglie e della vita che conducevano prima di divenire schiavi, Juba e Massimo si fanno coraggio a vicenda pensando, di fronte alla prospettiva della morte in combattimento, alla speranza di incontrare nuovamente i loro familiari nell'aldilà.
Intanto, per conquistarsi l'approvazione del popolo, Commodo ordina che si tengano a Roma dei giochi gladiatori, per una durata di 150 giorni, in memoria del padre, proprio colui che cinque anni prima ne aveva disposto l'interruzione; per tali giochi, vengono richiesti anche i gladiatori di Proximo. Prima di partire, il lanista spiega a Massimo che a Roma avrebbe potuto riottenere la libertà tramite il dono del rudis, conferito dallo stesso imperatore. Fiducioso di poter sfruttare la possibilità di essere così vicino a Commodo per potersi vendicare, Massimo decide di combattere ascoltando i consigli del vecchio gladiatore, fino ad allora ignorati, su come attirarsi il favore della folla, fattore essenziale nello spettacolo.
A Roma, ai gladiatori di Proximo viene fatta rievocare la battaglia di Zama della seconda guerra punica, rappresentando le truppe di Annibale schierate contro le legioni di Scipione l'Africano. Indossando una maschera che ne cela le sembianze, Massimo assume la guida dei gladiatori, li dispone a testuggine al centro dell'arena del Colosseo e riesce a farli trionfare in uno scontro in cui, nella realtà storica, avrebbero dovuto subire una sconfitta. Commodo e il suo giovane nipote Lucio entrano nel Colosseo per porgere le loro congratulazioni. Alla vista di Lucio, Massimo si astiene dall'attaccare Commodo, che gli ordina di rivelare la sua identità. Massimo si toglie l'elmo e dichiara la sua intenzione di vendicarsi. Commodo è costretto dalla folla a lasciarlo vivere.
Dopo aver scoperto che Massimo è ancora vivo, Lucilla si incontra segretamente con lui in una delle celle in cui si trovano i gladiatori. Durante il loro colloquio, Massimo accusa con rabbia la donna di aver partecipato agli omicidi di sua moglie, di suo figlio e di Marco Aurelio; lei lo nega decisamente dicendo di essere, invece, terrorizzata da Commodo. Lucilla confida poi a Massimo di disporre di potenti alleati in Senato, anch'essi intenzionati a ribaltare il regime di Commodo e lo invita ad allearsi con loro: l'ex generale tuttavia, temendo ancora che Lucilla non sia del tutto sincera, rifiuta e le chiede di dimenticarlo, facendo terminare l'incontro bruscamente.
Il giorno dopo, Massimo deve fronteggiare Tigris delle Gallie, l'unico gladiatore rimasto sempre imbattuto e ritornato a combattere cinque anni dopo il suo ritiro. Nel combattimento vengono aggiunte delle tigri incatenate, fatte entrate da alcune botole presenti nell'arena, che balzano e si avventano contro Massimo. Nonostante le difficoltà, il protagonista le domina e mette in ginocchio Tigris, che cade a terra sconfitto; Commodo lo condanna a morte con il pollice verso, ma Massimo sfida deliberatamente l'ordine, rifiutandosi di ucciderlo e la folla lo acclama come "Massimo il misericordioso". Commodo allora lo raggiunge nell'arena e insulta la memoria dei suoi cari, cercando di farlo arrabbiare per combattere contro di lui, ma Massimo mantiene la calma e si allontana in silenzio, sottolineando ancora una volta la sua volontà di non riconoscere il figlio di Marco Aurelio come imperatore.
Mentre viene riaccompagnato alla scuola dei gladiatori, Massimo incontra il suo fedele servitore Cicero, il quale lo informa che il suo esercito, accampato a Ostia, gli è rimasto fedele. In seguito, Massimo riesce a incontrarsi nelle celle dei gladiatori con Lucilla e con il senatore Gracco, al quale chiede di farlo uscire da Roma per ricongiungersi col suo esercito ed entrare con esso in città per rovesciare Commodo; infine bacia Lucilla.
Sospettando il tradimento della sorella, Commodo minaccia di fare del male al figlio di lei, Lucio, costringendola a rivelare il complotto e intimandole di unirsi a lui carnalmente, cosa che però non avviene, dicendo di volere un figlio "puro" e degno di succedergli al trono. I pretoriani arrestano immediatamente Gracco e prendono d'assalto la caserma, combattendo contro i gladiatori di Proximo, mentre Massimo scappa. Hagen e Proximo vengono uccisi durante l'attacco, mentre Juba e i superstiti vengono imprigionati. Massimo fugge attraverso un condotto ed esce dalle mura della città, ma assiste impotente alla morte di Cicero, trafitto dalle frecce dei pretoriani, e viene catturato da alcuni di loro.
Incatenato nei sotterranei, Massimo riceve la visita di Commodo, che lo sfida a duello nell'arena; per essere certo della vittoria però, l’imperatore gli infligge a tradimento una stilettata e ordina a Quinto di nascondere la ferita. Condotto nell'arena insieme a Commodo, Massimo raccoglie la spada da terra e incomincia il duello, con i pretoriani disposti a cerchio attorno ai due combattenti. Dopo alcuni scambi di colpi, pur indebolito dalla ferita, Massimo riesce a disarmare Commodo, ma lascia cadere la propria spada, quasi dissanguato. Commodo chiede un'altra spada dapprima a Quinto, che però non acconsente capendo finalmente la natura malvagia dell'imperatore, e poi ai pretoriani che però, su ordine del loro comandante, non intervengono. Commodo estrae allora lo stiletto nascosto nella manica e si getta su Massimo, che contrattacca colpendolo con forti pugni. I due lottano avvinghiati per alcuni secondi, finché Massimo riesce a spingere indietro la mano di Commodo e ad affondargli lo stiletto nella gola: l'imperatore cade morto, in un Colosseo avvolto dal silenzio.
Pochi istanti dopo cade a terra anche Massimo, morente a causa della ferita; in sogno gli appaiono la sua casa e la sua famiglia, ma viene riportato momentaneamente alla realtà dalla voce di Quinto, che gli chiede indicazioni. Massimo chiede a Quinto di liberare Juba e gli altri gladiatori di Proximo sopravvissuti e di restituire alle sue mansioni il senatore Gracco, al quale chiede di restaurare il governo repubblicano, proprio come voleva Marco Aurelio. Dopo aver avuto l'assenso di Quinto, Massimo muore tra le braccia di Lucilla, inginocchiatasi accanto a lui, e il suo spirito si riunisce a quelli dei suoi cari che lo stanno aspettando nell'aldilà. Dopo avergli chiuso gli occhi, Lucilla ricorda a tutti come Massimo fosse un uomo buono e un soldato di Roma e come la sua memoria vada onorata. Il corpo di Massimo viene sollevato e portato fuori dal Colosseo per una sepoltura onorevole, seguito da tutto il popolo, mentre il cadavere di Commodo viene lasciato nell'arena.
Quella notte, Juba visita il Colosseo e seppellisce le statuette della moglie e del figlio di Massimo nel luogo in cui quest'ultimo è morto.

## Personaggi
- Massimo Decimo Meridio, interpretato da Russell Crowe: un legato ispano-romano, generale delle Legioni Felix e uno degli uomini più importanti dell'Impero Romano. Ha guadagnato il favore di Marco Aurelio e l'amore e l'ammirazione di Lucilla prima degli eventi del film. La sua casa è vicino a Trujillo nell'odierna provincia di Cáceres, in Spagna. Dopo l'omicidio della sua famiglia e la sua fuga, giura vendetta contro Commodo. Il ruolo fu inizialmente offerto a Mel Gibson, che declinò poiché sentiva di essere troppo vecchio per interpretare il personaggio. Furono considerati per il ruolo anche Antonio Banderas e Hugh Jackman.
- Commodo, interpretato da Joaquin Phoenix: il figlio di Marco Aurelio. Amorale e assetato di potere, uccide suo padre quando viene a sapere che Massimo tratterrà i poteri dell'imperatore fino all'avvento di un governo repubblicano, per poi ordinare di far uccidere la famiglia del generale e di farlo giustiziare in segreto, inizialmente senza venire a sapere della sua fuga.
- Lucilla, interpretata da Connie Nielsen: ex amante di Massimo e figlia di Marco Aurelio, rimasta recentemente vedova. Resiste agli approcci incestuosi di suo fratello, proteggendo suo figlio Lucio dalla corruzione e dall'ira dell'imperatore.
- Antonius Proximo, interpretato da Oliver Reed: un anziano lanista, che compra Massimo in Africa. Già ex gladiatore, era stato liberato da Marco Aurelio per poi diventare il mentore del protagonista.
Questa è stata l'ultima apparizione cinematografica di Reed, prima che morisse durante le riprese a causa di un infarto; la prematura scomparsa dell'attore costrinse la produzione a cambiare il destino del personaggio, dato che nella sceneggiatura originale Proximo sarebbe dovuto sopravvivere.
- Il senatore Gracco, interpretato da Derek Jacobi: membro del senato romano che si oppone al dominio di Commodo e alleato di Lucilla e di Massimo.
- Juba, interpretato da Djimon Hounsou: un numìda costretto a lasciare la sua casa e la sua famiglia dai mercanti di schiavi. Diventa il più stretto alleato e amico del protagonista e ispira Massimo a far cadere Commodo per il bene più grande prima di unirsi alla sua famiglia nell'aldilà.
- Marco Aurelio, interpretato da Richard Harris: il vecchio e saggio imperatore di Roma che nomina Massimo, che ama come un figlio, come suo successore, con l'obiettivo finale di restituire Roma a una forma di governo repubblicana. Viene ucciso da Commodo prima che il suo desiderio possa essere realizzato.
- Hagen, interpretato da Ralf Moeller: un guerriero germanico nonché principale gladiatore di Proximo, che in seguito fa amicizia con Massimo e Juba durante le loro battaglie. Viene ucciso dalla Guardia pretoriana durante il tentativo di fuga di Massimo da Roma.
- Cicero, interpretato da Tommy Flanagan: fedele servitore di Massimo che fornisce un collegamento tra il suo padrone, la sua ex legione di stanza a Ostia e Lucilla. Viene usato come esca per la fuga di Massimo e infine ucciso dalla Guardia pretoriana.
- Il senatore Falco, interpretato da David Schofield: patrizio romano, contrario a Gracco. Aiuta Commodo a consolidare il suo potere.
- Il senatore Gaio, interpretato da John Shrapnel: alleato di Gracco, Lucilla e Massimo contro Commodo.
- Il generale Quinto, interpretato da Tomas Arana: legato romano, comandante della Guardia Pretoriana e amico di Massimo. Inizialmente non crede a quest'ultimo, ritenendolo traditore di Roma e prendendone il posto al servizio del nuovo imperatore.
Nella versione estesa del film, Quinto vede il lato folle di Commodo quando è costretto all'esecuzione di due uomini innocenti. Compresa dunque la natura subdola del suo signore, torna dalla parte dell'amico e si riscatta rifiutando di concedere a Commodo una seconda spada durante l'ultimo duello con Massimo, promettendogli di onorarne le ultime volontà. La sua figura può essere avvicinata a quella realmente esistita di Quinto Emilio Leto, prefetto del pretorio di Commodo.
- Lucio Vero, interpretato da Spencer Clark: giovane figlio di Lucilla. Prende il nome da suo padre Lucio Vero, che fu co-imperatore fino al 169 d.C. È anche nipote di Marco Aurelio.
- Cassio, interpretato da David Hemmings: maestro delle cerimonie per i giochi dei gladiatori nel Colosseo.
- Tigris delle Gallie, interpretato da Sven-Ole Thorsen: gladiatore imbattuto che, dopo essersi ritirato, viene richiamato a combattere da Commodo per uccidere Massimo, venendone tuttavia sconfitto. Commodo ordina quindi a Massimo di uccidere Tigris e tuttavia egli lo risparmia, con grande disappunto dell'imperatore.
- Omid Djalili è un commerciante di schiavi.
- Giannina Facio nel ruolo della moglie di Massimo.
- Giorgio Cantarini è il figlio di Massimo, che ha la stessa età del figlio di Lucilla, Lucio.
- Adam Levy è un ufficiale condannato.

## Produzione

### Pre-produzione
Durante la preparazione delle riprese, Scott ha trascorso diversi mesi a sviluppare la sequenza per creare la trama. Nel giro di sei settimane, i membri della produzione hanno esplorato varie località facenti parte dei domini dell'Impero romano prima del suo crollo, tra cui Italia, Francia, Nordafrica e Inghilterra. Tutti gli oggetti di scena, i set e i costumi del film sono stati prodotti dai membri della troupe a causa dei costi elevati e dell'indisponibilità di determinati articoli. L'artista Rod Vass, con la sua azienda, la Armordillo, specializzata nella scultura e negli oggetti di scena in ambito cinematografico, realizzò per il film 100 armature d'acciaio e 550 armature di poliuretano. L'esclusivo sistema in poliuretano spruzzato venne sviluppato proprio dalla Armordillo e aprì la strada a questo tipo di produzione. In un periodo di tre mesi, furono fabbricati 27500 pezzi di armature.

### Sceneggiatura
La sceneggiatura de Il Gladiatore è basata su un'idea originale di David Franzoni, autore della prima bozza e a contratto con la Dreamworks dopo il successo del suo precedente lavoro, Amistad. Per la sceneggiatura, Franzoni si ispirò al romanzo di Daniel P. Mannix, Those About to Die (lett. "Quelli che stanno per morire"). Nella prima bozza di Franzoni, scritta nel 1998, il protagonista era Narcisso, un lottatore realmente esistito che, secondo gli storici Erodiano e Cassio Dione, avrebbe strangolato a morte l'imperatore Commodo.
Ridley Scott venne avvicinato dai produttori Walter F. Parkes e Douglas Wick, che gli mostrarono una copia di Pollice verso, dipinto del 1872 del francese Jean-Léon Gérôme. Scott, attratto dall'ambientazione dell'antica Roma, ma critico nei confronti della sceneggiatura di Franzoni, ritenuta priva di sottigliezze, decise di assumere come sceneggiatore John Logan, che poté, quindi, riscrivere il copione a suo piacimento: Logan riscrisse gran parte del primo atto e prese la decisione di fare uccidere la famiglia di Massimo per aumentare la motivazione del personaggio.
Russell Crowe, intervistato alla trasmissione Inside the Actors Studio, dichiarò: «Mi hanno detto: "È un film da 100 milioni di dollari. Sei diretto da Ridley Scott, sei un generale romano". Sono sempre stato un grande fan di Ridley».

### Riprese

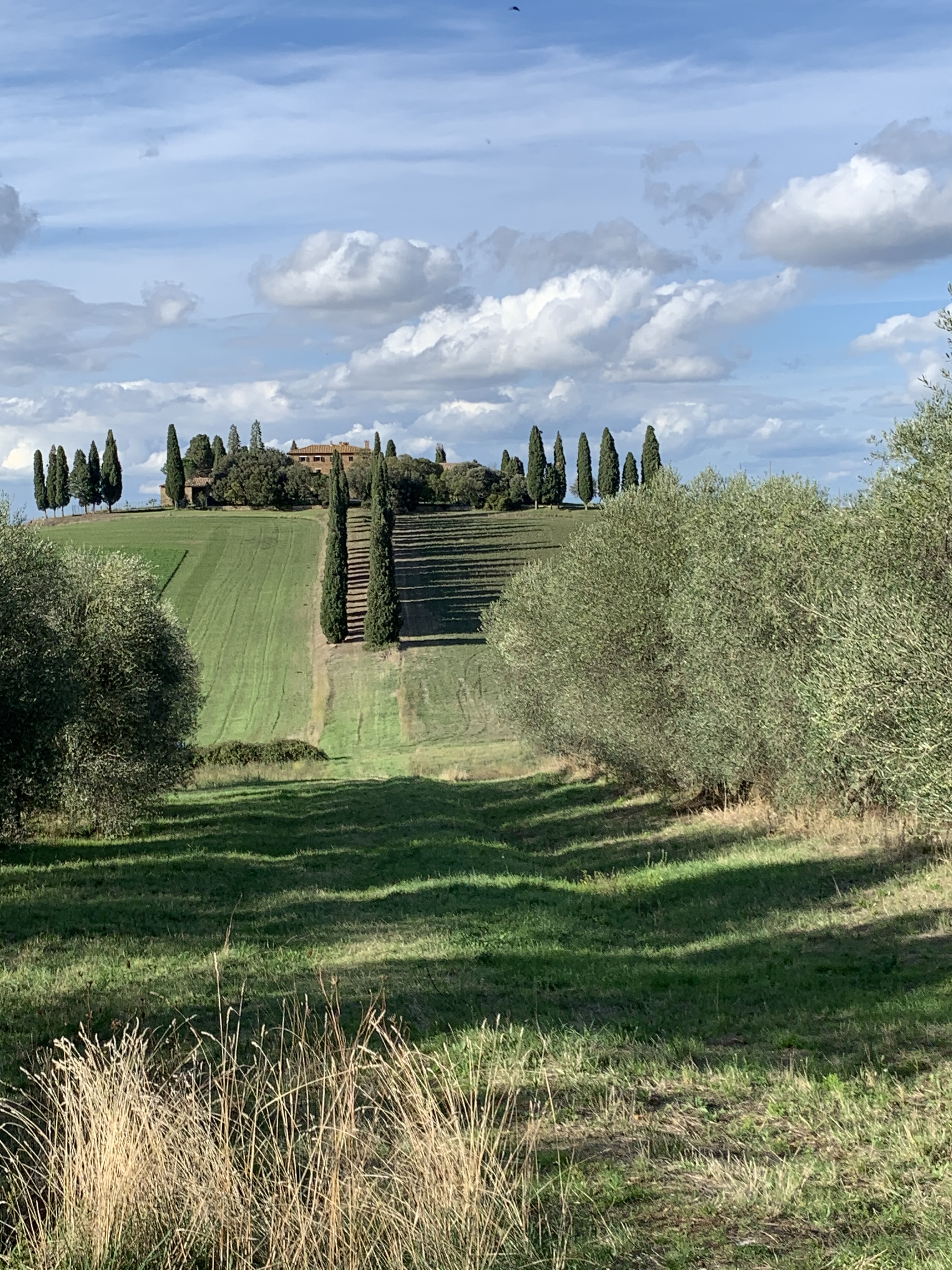
Il viale che porta alla casa di Massimo Decimo Meridio a San Quirico d'Orcia

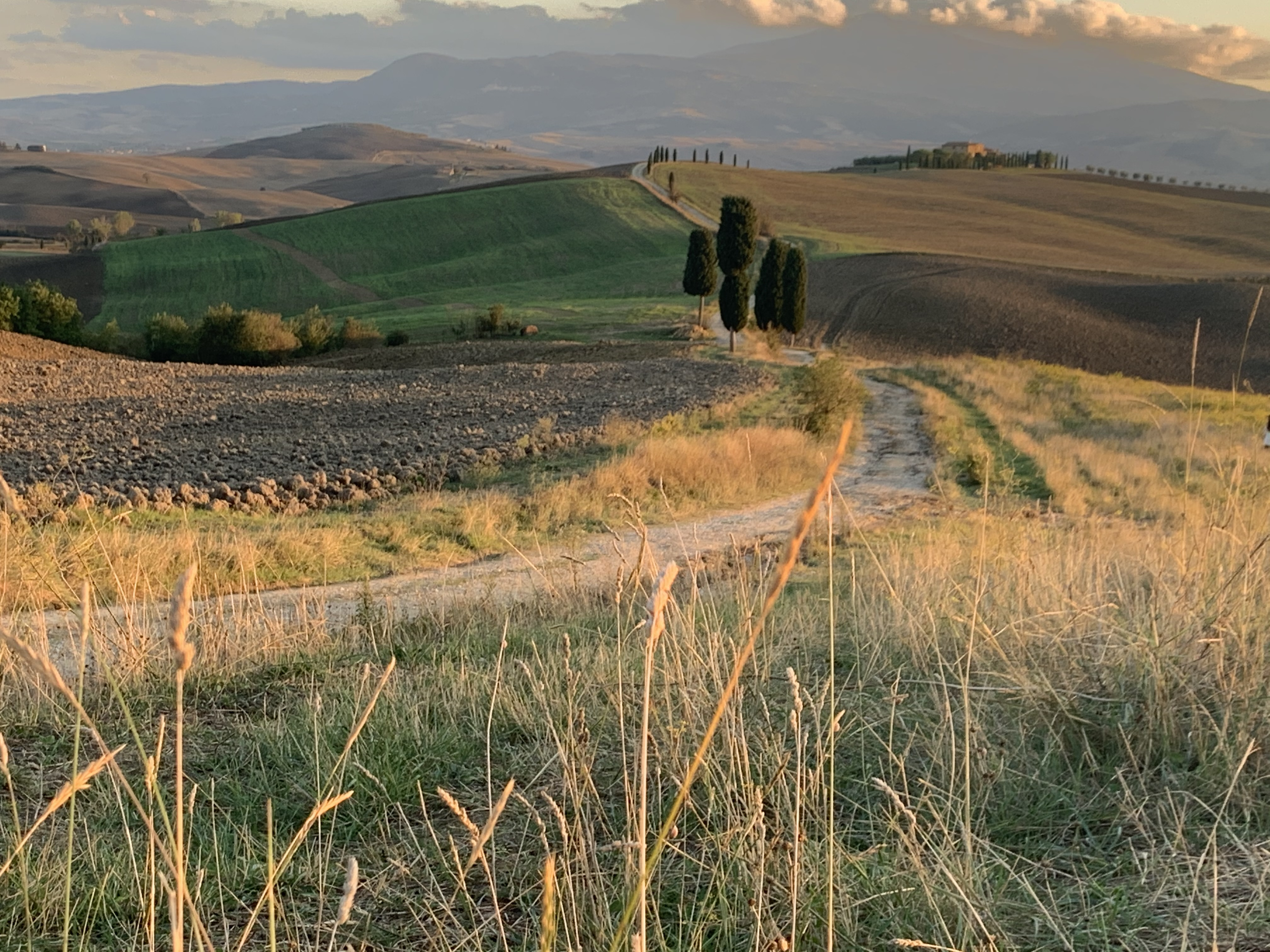
I cipressi dei Campi Elisi nei pressi di Pienza

Il film è stato girato in tre località principali, tra gennaio e maggio del 1999. Le scene della battaglia iniziale, nelle foreste della Germania, sono state girate in tre settimane a Bourne Woods, vicino a Farnham, nel Surrey (Inghilterra). Quando Scott venne a sapere che la Commissione forestale stava pianificando di rimuovere una sezione della foresta, li persuase a permettere che la scena della battaglia fosse girata in quella zona, per poter mettere in scena, così, un incendio davvero realistico. Scott e John Mathieson, il direttore della fotografia, usarono riprese multiple con diversi frame rate e un otturatore a 45 gradi, creando effetti di stop-motion nelle sequenze d'azione, simili alle tecniche utilizzate per le sequenze di battaglia in Salvate il soldato Ryan.
Successivamente, le scene della schiavitù, del viaggio nel deserto e della scuola dei gladiatori furono girate a Ouarzazate, in Marocco, appena a sud delle montagne dell'Atlante, per altre tre settimane. Per costruire l'arena dove Massimo ha i suoi primi combattimenti, la troupe usò materiali e tecniche di costruzione locali e vennero utilizzati mattoni di fango. Le scene nella Roma antica, infine, furono girate in diciannove settimane a Forte Ricasoli, a Malta.
A Malta fu costruita una replica di circa un terzo del Colosseo di Roma, con un'altezza di 15,8 metri, perlopiù in gesso e compensato (gli altri due terzi e l'altezza rimanente furono aggiunti in digitale). La replica ha richiesto diversi mesi per essere costruita ed è costata circa un milione di dollari. Il retro del complesso forniva un ricco assortimento di mobili da strada, colonnati, cancelli, statue e mercati antichi romani per altre esigenze di ripresa. Il complesso era servito da un camerino tendato, con spogliatoi e da un deposito di armature e di altre attrezzature. Il resto del Colosseo è stato creato con immagini generate al computer utilizzando schemi e trame di scenografia, a cui fa riferimento l'azione dal vivo, renderizzati in tre livelli per fornire flessibilità di illuminazione per i software.
Infine, la villa dove vive la famiglia di Massimo è il "Podere di Poggio Manzuoli", nel comune di San Quirico d'Orcia. Sempre nella campagna della Val d'Orcia, in Toscana, sono state girate le scene ambientate nei Campi Elisi, nella località di Terrapille ai piedi di Pienza.

### Post-produzione
Diverse scene hanno incluso un ampio uso di immagini generate al computer per ricreare gli scenari dell'antica Roma. La società di post-produzione britannica, The Mill, è stata responsabile di gran parte degli effetti speciali, come della sovrapposizione di tigri reali su blue screen nelle sequenze dell'arena, dell'aggiunta di tracce di fumo e dell'estensione della scia delle frecce infuocate nella battaglia iniziale (a causa dei regolamenti sul numero di frecce che si potevano scoccare durante le riprese). Per creare il pubblico del Colosseo sono state usate 2000 comparse, in modo da generare una folla virtuale composta da 35000 spettatori che dovevano apparire credibili e reagire alle scene di combattimento. L'effetto è stato ottenuto riprendendo le comparse dal vivo da diverse angolazioni e poi mappandole con la tecnologia del motion capture.
Mentre si trovava sul set a Malta, l'attore Oliver Reed morì improvvisamente per un infarto prima che tutte le sue scene fossero state girate. Il tragico evento obbligò la produzione a creare un doppio digitale per le scene rimanenti che coinvolgevano il personaggio di Proximo, fotografando una controfigura in ombra e mappando una maschera tridimensionale fatta di immagini al computer del volto di Reed: il tutto ebbe un costo stimato di 3,2 milioni di dollari per soli due minuti di riprese aggiuntive. Il supervisore degli effetti visivi, John Nelson, rifletté sulla decisione di includere le scene aggiuntive e dichiarò in seguito:
Il film stesso è dedicato proprio alla memoria di Reed, con una commovente scritta nei titoli di coda:

## Colonna sonora
La colonna sonora del film è stata composta da Hans Zimmer e cantata da Lisa Gerrard (vocalist del gruppo Dead Can Dance). È stata pubblicata in due CD usciti alla distanza di un anno l'uno dall'altro, Gladiator (Music From The Motion Picture) e Gladiator (More Music From The Motion Picture).
In Italia, il trailer del film aveva la musica di Conan il barbaro. Nei contenuti speciali del DVD vi sono le varie versioni dei trailer cinematografici.

## Distribuzione
Il film è stato presentato in anteprima a Los Angeles nel maggio 2000, ricevendo recensioni positive da parte della critica, soprattutto per le interpretazioni di Russell Crowe e Joaquin Phoenix, per la regia, per la fotografia e per la colonna sonora.
La pellicola uscì nelle sale cinematografiche il 5 maggio 2000 negli USA, il 12 maggio nel Regno Unito e il 19 maggio in Italia.

### Edizione home video
Il film fu distribuito inizialmente in VHS e successivamente riprodotto in DVD. La prima distribuzione in DVD fu in una versione di 2 dischi, di cui il secondo interamente dedicato ai contenuti speciali. Nel 2005 la Universal mise in commercio la versione estesa, con tre dischi di cui 2 con contenuti extra. Questa versione del film offre circa 17 minuti in più rispetto alla versione cinematografica, oltre che diverse scene inedite, il dietro le quinte, il documentario sulle arti gladiatorie "Roman Blood Sport", la colonna sonora, i bozzetti di lavorazione, la galleria fotografica, i trailer, le note di produzione, il diario di produzione di Spencer Treat Clark e il commento del regista Ridley Scott.

## Accoglienza

### Incassi
Il film si è rivelato uno dei maggiori successi della sua annata cinematografica, secondo solo a Mission: Impossible 2. A fronte di un budget di 103 milioni di dollari, la pellicola ha incassato 187705427 $ in Nord America e 277801273 $ nel resto del mondo, per un totale di 465162313 $.
Negli Stati Uniti, dove è stato distribuito in oltre tremila sale e per oltre cinquanta settimane, è al terzo posto dei maggiori incassi dell'anno, nonché al quarto posto dei maggiori incassi stagionali.
In Italia ha incassato complessivamente oltre venti miliardi di lire: con 16337604000 £ è stato l'undicesimo incasso della stagione cinematografica 1999/2000, con 5239764000 £ il quarantanovesimo incasso della stagione cinematografica 2000/2001. Considerando l'intero incasso, può essere inserito fra i primi dieci incassi dell'una o dell'altra stagione.

### Critica
Il film è stato accolto positivamente dalla critica. Sull'aggregatore di recensioni Rotten Tomatoes ha un indice di gradimento dell'80% basato su 260 recensioni, con un voto medio di 7,4 su 10. Su Metacritic ottiene un punteggio di 67 su 100 basato su 46 recensioni.

## Riconoscimenti
- 2001 – Premio Oscar
  - Miglior film a Douglas Wick, David Franzoni e Branko Lustig
  - Miglior attore protagonista a Russell Crowe
  - Migliori costumi a Janty Yates
  - Miglior sonoro a Scott Millan, Bob Beemer e Ken Weston
  - Migliori effetti speciali a John Nelson, Neil Corbould, Tim Burke e Tom Harvey
  - Candidatura per il miglior regista a Ridley Scott
  - Candidatura per il miglior attore non protagonista a Joaquin Phoenix
  - Candidatura per la miglior sceneggiatura originale a David Franzoni, John Logan e William Nicholson
  - Candidatura per la miglior fotografia a John Mathieson
  - Candidatura per la miglior scenografia a Arthur Max e Crispian Sallis
  - Candidatura per il miglior montaggio a Pietro Scalia
  - Candidatura per la migliore colonna sonora a Hans Zimmer
- 2001 – Golden Globe
  - Miglior film drammatico
  - Migliore colonna sonora a Hans Zimmer e Lisa Gerrard
  - Candidatura per il miglior regista a Ridley Scott
  - Candidatura per il miglior attore in un film drammatico a Russell Crowe
  - Candidatura per il miglior attore non protagonista a Joaquin Phoenix
- 2001 – British Academy Film Award
  - Miglior film a Douglas Wick, David Franzoni e Branko Lustig
  - Migliore fotografia a John Mathieson
  - Migliore scenografia a Arthur Max
  - Miglior montaggio a Pietro Scalia
  - Premio del Pubblico
  - Candidatura per il miglior regista a Ridley Scott
  - Candidatura per il miglior attore protagonista a Russell Crowe
  - Candidatura per il miglior attore non protagonista a Joaquin Phoenix
  - Candidatura per il miglior attore non protagonista a Oliver Reed
  - Candidatura per la migliore sceneggiatura originale a David Franzoni, John Logan e William Nicholson
  - Candidatura per i migliori costumi a Janty Yates
  - Candidatura per il miglior trucco a Paul Engelen e Graham Johnston
  - Candidatura per il miglior sonoro a Ken Weston, Scott Millan, Bob Beemer e Per Hallberg
  - Candidatura per i migliori effetti speciali a John Nelson, Neil Corbould, Tim Burke e Tom Harvey
  - Candidatura per la migliore colonna sonora a Hans Zimmer e Lisa Gerrard
- 2001 – Screen Actors Guild Award
  - Candidatura per il miglior cast
  - Candidatura per il miglior attore protagonista a Russell Crowe
  - Candidatura per il miglior attore non protagonista a Joaquin Phoenix
- 2001 – Chicago Film Critics Association Award
  - Candidatura per la migliore fotografia a John Mathieson
  - Candidatura per la migliore colonna sonora originale a Hans Zimmer e Lisa Gerrard
- 2001 – Empire Award
  - Miglior film
  - Miglior attore protagonista a Russell Crowe
  - Migliore attrice protagonista a Connie Nielsen
  - Candidatura per il miglior regista britannico a Ridley Scott
- 2000 – European Film Award
  - Candidatura per il miglior film internazionale a Ridley Scott
- 2000 – Las Vegas Film Critics Society Award
  - Migliori costumi a Janty Yates
  - Miglior montaggio a Pietro Scalia
  - Migliore colonna sonora a Hans Zimmer e Lisa Gerrard
  - Migliori effetti speciali
  - Candidatura per il miglior regista a Ridley Scott
  - Candidatura per il miglior attore protagonista a Russell Crowe
  - Candidatura per il miglior attore non protagonista a Joaquin Phoenix
  - Candidatura per la migliore attrice non protagonista a Connie Nielsen
  - Candidatura per la migliore sceneggiatura a David Franzoni, John Logan e William Nicholson
  - Candidatura per la migliore fotografia a John Mathieson
- 2001 – MTV Movie Award
  - Miglior film
  - Candidatura per la migliore sequenza d'azione (La battaglia dei Romani contro l'orda Germanica)
  - Candidatura per il miglior combattimento (Combattimento contro il gladiatore e le tigri) a Russell Crowe
  - Candidatura per la migliore battuta (It vexes me, I am terribly vexed!) a Joaquin Phoenix
  - Candidatura per la migliore performance maschile a Russell Crowe
  - Candidatura per il miglior cattivo a Joaquin Phoenix
- 2000 – National Board of Review Award
  - Migliori dieci film
  - Miglior attore non protagonista a Joaquin Phoenix
  - Migliore scenografia a Arthur Max, Peter Russell, Keith Pain, Crispian Sallis, Sonja Klaus, Jille Azis a Elli Griff
- 2000 – Satellite Award
  - Migliore fotografia a John Mathieson
  - migliore colonna sonora a Hans Zimmer e Lisa Gerrard
  - Migliori effetti speciali a John Nelson
  - Candidatura per il miglior film drammatico
  - Candidatura per il miglior regista a Ridley Scott
  - Candidatura per il miglior attore in un film drammatico a Russell Crowe
  - Candidatura per il miglior attore non protagonista in un film drammatico a Joaquin Phoenix
  - Candidatura per la migliore scenografia a Keith Pain
  - Candidatura per i miglior costumi a Janty Yates
  - Candidatura per il miglior montaggio a Pietro Scalia
- 2001 – Saturn Award
  - Candidatura per il miglior film d'azione/di avventura/thriller
  - Candidatura per il miglior regista a Ridley Scott
  - Candidatura per il miglior attore protagonista a Russell Crowe
  - Candidatura per la migliore sceneggiatura a David Franzoni, John Logan e William Nicholson
  - Candidatura per i migliori costumi a Janty Yates
  - Candidatura per la migliore colonna sonora a Hans Zimmer e Lisa Gerrard
- 2001 – Award of the Japanese Academy
  - Candidatura per il miglior film straniero
- 2000 – Bogey Award
  - Bogey Award in Argento
- 2001 – Critics' Choice Movie Award
  - Miglior film
  - Miglior attore protagonista a Russell Crowe
  - Miglior attore non protagonista a Joaquin Phoenix
  - Migliore fotografia a John Mathieson
  - Migliore scenografia a Arthur Max
  - Migliore colonna sonora a Hans Zimmer
  - Candidatura per il miglior regista a Ridley Scott
- 2001 – Grammy Award
  - Candidatura per la migliore colonna sonora a Hans Zimmer e Lisa Gerrard
- 2001 – London Critics Circle Film Award
  - Attore dell'anno a Russell Crowe
  - Candidatura per il film dell'anno
  - Candidatura per il regista britannico dell'anno a Ridley Scott
- 2001 – Golden Reel Award
  - Miglior montaggio sonoro (Effetti sonori)
  - Candidatura per il miglior montaggio sonoro (Colonna sonora)
  - Candidatura per il miglior montaggio sonoro (Dialoghi)
- 2000 – Phoenix Film Critics Society Award
  - Candidatura per il miglior attore non protagonista a Joaquin Phoenix
  - Candidatura per la migliore fotografia a John Mathieson
  - Candidatura per i migliori costumi a Janty Yates
  - Candidatura per i migliori effetti speciali a John Nelson
- 2000 – San Diego Film Critics Society Award
  - Miglior attore protagonista a Russell Crowe
  - Migliore fotografia a John Mathieson
  - Premio Speciale a Joaquin Phoenix
- 2001 – Southeastern Film Critics Association Award
  - Candidatura per il miglior film
  - Candidatura per il miglior attore non protagonista a Joaquin Phoenix
- 2001 – AFI Award
  - Film dell'anno
- 2001 – Eddie Award
  - Miglior montaggio in un film drammatico a Pietro Scalia
- 2001 – ASC Award
  - Candidatura per la migliore fotografia a John Mathieson
- 2001 – ARIA Music Award
  - Candidatura per la migliore colonna sonora a Lisa Gerrard e Hans Zimmer
- 2001 – ASCAP Award
  - Top Box Office Film a Hans Zimmer e Lisa Gerrard
- 2001 – Blockbuster Entertainment Award
  - Miglior attore in un film d'azione a Russell Crowe
  - Miglior cattivo a Joaquin Phoenix
  - Candidatura per il miglior attore non protagonista in un film d'azione a Djimon Hounsou
  - Candidatura per la migliore attrice non protagonista in un film d'azione a Connie Nielsen
- 2001 – Dallas-Fort Worth Film Critics Association Award
  - Miglior attore protagonista a Russell Crowe
  - Candidatura per il miglior film
  - Candidatura per il miglior regista a Ridley Scott
  - Candidatura per il miglior attore non protagonista a Joaquin Phoenix
- 2001 – DGA Award
  - Candidatura per il miglior regista a Ridley Scott
- 2001 – Golden Trailer Award
  - Miglior film drammatico
- 2000 – Los Angeles Film Critics Association Award
  - Candidatura per la migliore scenografia a Arthur Max
- 2001 – PGA Award
  - Miglior produttore a Douglas Wick e Branco Lustig
- 2001 – Taurus World Stunt Award
  - Miglior combattimento a Sven-Ole Thorsen e Stuart Clark
  - Miglior lavoro con un animale a Randy Miller, Sven-Ole Thorsen e Stuart Clark
- 2001 – Young Artist Award
  - Candidatura per il miglior giovane attore non protagonista a Spencer Treat Clark
- 2001 – Art Directors Guild
  - Migliore scenografia
- 2000 – Awards Circuit Community Award
  - Migliori costumi a Janty Yates
  - Miglior montaggio sonoro
  - Candidatura per il miglior film a David Franzoni, Branko Lustig e Douglas Wick
  - Candidatura per il miglior regista a Ridley Scott
  - Candidatura per il miglior attore protagonista a Russell Crowe
  - Candidatura per il miglior attore non protagonista a Joaquin Phoenix
  - Candidatura per la migliore sceneggiatura non originale a David Franzoni, John Logan e William Nicholson
  - Candidatura per la migliore scenografia a Crispian Sallis e Arthur Max
  - Candidatura per la migliore fotografia a John Matheson
  - Candidatura per il miglior montaggio a Pietro Scalia
  - Candidatura per i migliori effetti visivi
  - Candidatura per la migliore colonna sonora originale a Hans Zimmer
- 2001 – Cinema Audio Society
  - Miglior sonoro a Scott Millan, Bob Beemer e Ken Weston
- 2000 – Golden Screen
  - Golden Screen
- 2001 – Harry Award
  - Candidatura per l'Harry Award
- 2000 – Jupiter Award
  - Miglior regista internazionale a Ridley Scott
- 2000 – Nikkan Sports Film Award
  - Miglior film straniero
- 2001 – Online Film & Television Association
  - Candidatura per il miglior regista a Ridley Scott
  - Candidatura per la migliore colonna sonora a Hans Zimmer e Lisa Gerrard
  - Candidatura per la migliore scenografia a Arthur Max e Crispian Sallis
  - Candidatura per il miglior sonoro a Bob Beemer, Scott Millan e Ken Weston
  - Candidatura per il miglior montaggio sonoro a Per Hallberg e Craig S. Jaeger
- 2001 – Online Film Critics Society Award
  - Migliori dieci film
  - Candidatura per il miglior attore protagonista a Russell Crowe
  - Candidatura per il miglior attore non protagonista a Joaquin Phoenix
  - Candidatura per la migliore fotografia a John Mathieson
  - Candidatura per il miglior montaggio a Pietro Scalia
  - Candidatura per la migliore colonna sonora a Hans Zimmer, Lisa Gerrard e Klaus Badelt

## Inesattezze storiche
Il film è basato su eventi reali accaduti nell'Impero romano durante la seconda metà del II secolo d.C. Poiché Ridley Scott voleva rappresentare la civiltà romana nel modo più accurato possibile rispetto a qualsiasi altro film precedente, è ricorso alla consulenza di diversi storici moderni. Malgrado ciò, sono state inserite alcune deviazioni dai fatti storici per aumentare l'interesse della trama e mantenere la continuità narrativa. Scott ha anche affermato che, visto quanto i precedenti film storici avevano influenzato l'immaginario sull'antica Roma, alcuni fatti storici risultarono "eccessivamente incredibili" per essere inseriti nella sceneggiatura.
Almeno un consulente storico ha rassegnato le dimissioni a causa di queste modifiche. Un altro ha chiesto di non essere menzionato nei titoli di coda (anche se, nel commento del regista, è stato affermato che ha costantemente chiesto "Dov'è la prova che certe cose erano esattamente come dicono?"). Lo storico Allen Ward, dell'Università del Connecticut, credeva che l'accuratezza storica non avrebbe reso Il gladiatore meno interessante o eccitante, affermando che "agli artisti creativi deve essere concessa una licenza poetica, ma ciò non dovrebbe essere un permesso per il totale disprezzo dei fatti storici della fiction".

### La battaglia

La colonna di Marco Aurelio, rappresentazione storica delle guerre marcomanniche (166/7-180) a cui il film si è ispirato per la sequenza della battaglia iniziale

Il film resta memorabile per la meticolosa ricostruzione delle scene della battaglia (dal lancio di dardi degli arcieri ausiliari di chiara origine orientale, alla carica compatta e ordinata delle legioni, a quella della cavalleria pesante romana). Questa la famosa frase prima dell'inizio della battaglia:
(Massimo Meridio rivolto a Quinto, prima dell'inizio della battaglia (doppiato da Luca Ward).)
Queste prime sequenze rispecchiano, in maniera sufficientemente fedele, la tattica bellica dell'epoca e il contesto storico della fine del II secolo, preludio alle prime grandi invasioni barbariche e denominato dalla stessa Historia Augusta, il periodo delle guerre marcomanniche, così ben rappresentate sul monumento della Colonna di Marco Aurelio di fronte a Palazzo Chigi. Ci sono però delle precisazioni da fare:
- All'inizio del film appare "Germania 180 d.C.". La battaglia è ambientata in Marcomannia (a nord del Danubio). Il termine Germania in questo caso rappresenterebbe però in modo molto generico tutti i territori dei "liberi" Germani della Germania Magna, da non confondere con le province romane della Germania superiore e inferiore, che oggi si trovano tra la Francia e la Germania lungo il corso dei fiumi Reno e Mosella.
- La rappresentazione della battaglia, che lo storico romano Cassio Dione Cocceiano sembra descrivere nella sua Storia romana,

(Cassio Dione Cocceiano, Storia romana, LXXII, 33.3.)
si articola in tre differenti fasi:
1. Una prima, che vede impegnata l'artiglieria romana in un lancio continuo di dardi incendiari attraverso tutta una serie di macchine belliche (in latino tormenta) come catapulte, scorpioni e baliste (affidate ai cosiddetti ballistarii) e a reparti di arcieri (sagittarii) orientali (come ad esempio la cohors I equitata milliaria Hemesenorum sagittaria civium Romanorum, a quel tempo in Pannonia).[14]
2. Una seconda, in cui c'è l'attacco delle popolazioni germaniche dei Quadi e dei Marcomanni (popolazioni suebe che si trovavano a nord del Danubio, nel tratto che va dalla fortezza legionaria di Vindobona a quella di Aquincum) ed il successivo contrattacco della fanteria legionaria.
3. Una terza, dove si vede l'attacco della cavalleria romana sul retro o lungo un fianco della fanteria germanica, in una manovra "a tenaglia".

- La guardia dell'imperatore, il corpo dei pretoriani (compresi gli equites singulares di istituzione flavia), inquadrato sin dalle primissime sequenze e distribuito attorno alla persona di Marco Aurelio, indossa un'armatura con elementi di stoffa di colore viola, mentre nella realtà storica i pretoriani vestivano una tunica di colore bianco (candida). Come afferma lo stesso Tacito, i pretoriani erano muniti di un equipaggiamento quasi del tutto assimilabile a quello degli altri legionari ed erano dotati di armi di diverse epoche e di foggia variegata. Nel film i pretoriani risaltano sugli altri soldati per un abbigliamento spiccatamente diverso, oltre a una forse eccessiva cura delle componenti dell'armamento.
- Prima della battaglia, i Germani lanciano alte grida (il cosiddetto barritus), tipiche delle popolazioni del Nord, il cui scopo principale era quello di terrorizzare il nemico prima dello scontro. I romani lo conoscevano bene fin dai tempi delle guerre cimbriche (113-101 a.C.).
- Nel film non si vede la "mutatio", cioè l'alternanza di schieramento tipica dei combattimenti legionari. In più si vede lo schieramento romano aprirsi al primo assalto dei marcomanni: se questo fosse veramente accaduto sarebbe stato possibile perdere la battaglia, in quanto lo schieramento compatto era una componente determinante per la tattica della stessa legione.
- La legione Felix rappresentata sui vessilli legionari nelle prime sequenze del film, potrebbe identificarsi o con la legio III Gallica Felix[15] (a quel tempo di stanza a Samosata in Siria,[16] ma con vexillationes inviate lungo il fronte pannonico[17]), oppure con la IV Flavia Felix[18] (di stanza a Singidunum, in Mesia superiore, con vexillationes inviate anch'esse lungo il tratto di limes pannonico[19]). Altre legioni Felix furono: la II Augusta[20] e la VI Victrix Felix,[21] a quel tempo dislocate in Britannia (dove è stato girato il film); la VII Gemina Felix Pia di stanza in Hispania;[22] mentre la II Parthica Felix fu costituita vent'anni più tardi al tempo dell'imperatore Settimio Severo, dislocata presso Roma, nei Castra Albana.[23]
- Durante la battaglia iniziale (e poi anche nell'assalto delle guardie pretoriane alla palestra dei gladiatori) si vede chiaramente che i soldati usano il pilum come una lancia, mentre è noto che fosse invece un giavellotto, utilizzato poco prima del combattimento corpo a corpo per colpire il nemico senza che poi lo stesso potesse reimpiegarlo in un lancio successivo contro i legionari stessi. In battaglia l'arma usata dai legionari nel combattimento ravvicinato era il gladio.
- Il film sembra seguire, inoltre, quanto narrato dallo storico romano Aurelio Vittore, secondo il quale Marco Aurelio sarebbe morto a Vindobona in Pannonia superiore (lungo il fronte marcomannico, durante la secunda expeditio germanica), il 17 marzo del 180;[24] al contrario Tertulliano, contemporaneo agli avvenimenti, pone il luogo di morte nei pressi di Sirmio in Pannonia inferiore, sul fronte sarmata.[25]
- Sappiamo da numerosi passi della Historia Augusta che le armate imperiali al tempo di Marco Aurelio, tornate dall'Oriente al termine delle campagne partiche di Lucio Vero (degli anni 161/2-166), portarono in tutto l'Impero, compreso il limes danubiano, un'epidemia di peste (la cosiddetta "peste antonina"),[26] che sembra abbia mietuto vittime per circa un quarto dell'intera popolazione nel solo mondo romano nei vent'anni successivi. Dell'epidemia nel film, però, non sembra esservi traccia, con l'esclusione di un breve accenno fatto da Gracco in Senato.
- Una delle scene chiave del film (la scoperta della famiglia massacrata dopo la lunga e estenuante corsa di Massimo verso la sua casa in Iberia) potrebbe presentare un'evidente incongruenza, ovvero la superiore velocità dell'ordine impartito da Commodo rispetto a quella del viaggio di Massimo. In realtà questo è possibile in quanto, fin dall'epoca augustea, nell'Impero romano esisteva un rapido ed efficiente servizio postale (il Cursus publicus) adibito (con rare eccezioni) al servizio esclusivo delle istituzioni, con "corrieri" che cavalcavano instancabilmente facendo sosta in stazioni di posta che avevano l'obbligo di rifocillare il messaggero (mansio) e fornirgli un cavallo fresco (mutatio). Considerato che Massimo si è fermato durante la notte e per un tratto di strada ha proseguito a passo lento, essendo stremato dal dolore, si può giungere alla ragionevole conclusione che l'ordine imperiale sia arrivato effettivamente prima di lui.

### Marco Aurelio e il figlio Commodo

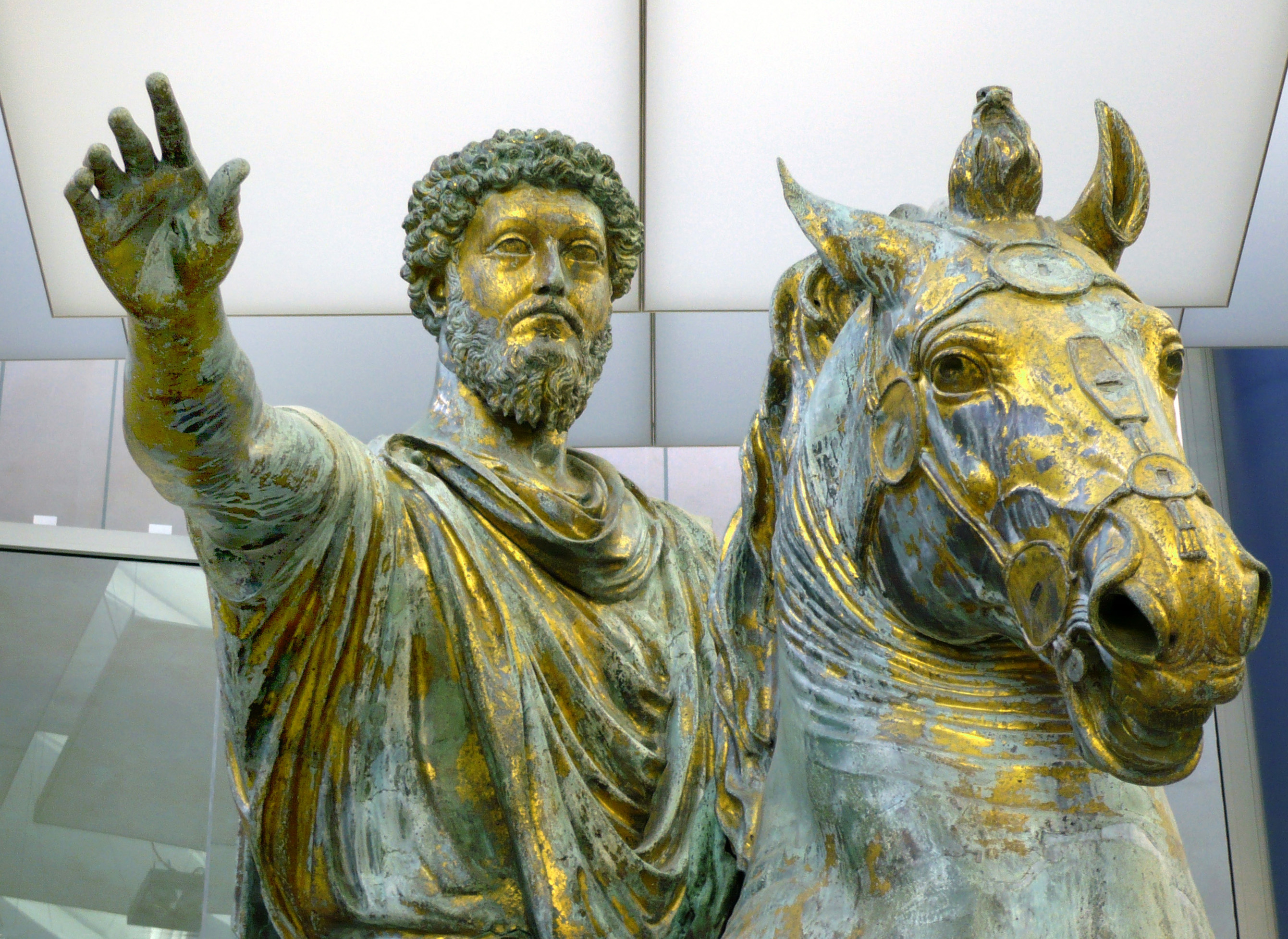
La statua equestre di Marco Aurelio, Musei capitolini, Roma

Commodo succedette sul trono a Marco Aurelio nel 180 d.C. e, dodici anni dopo, fu effettivamente ucciso da un gladiatore, anche se non nell'arena: fu strangolato nel bagno dal suo istruttore, il maestro di gladiatori Narcisso, coinvolto in una congiura in cui ebbe un ruolo chiave la cristiana Marcia, cugina e amante di Commodo.
È vero che il regno di Commodo fu contrassegnato dall'accentuarsi dell'assolutismo imperiale, e che Commodo stesso si appoggiò direttamente ai pretoriani e al popolo di Roma, compiacendone i gusti, per scardinare quel poco che ancora restava delle antiche istituzioni romane, ponendo così fine a una serie di cinque imperatori saggi e illuminati. Insieme con Nerone, Eliogabalo, Domiziano e Caligola, Commodo subì la cosiddetta damnatio memoriae, ovvero la cancellazione del suo nome da molti monumenti, come ci racconta la Historia Augusta:
(Historia Augusta, Commodo, 19.1.)

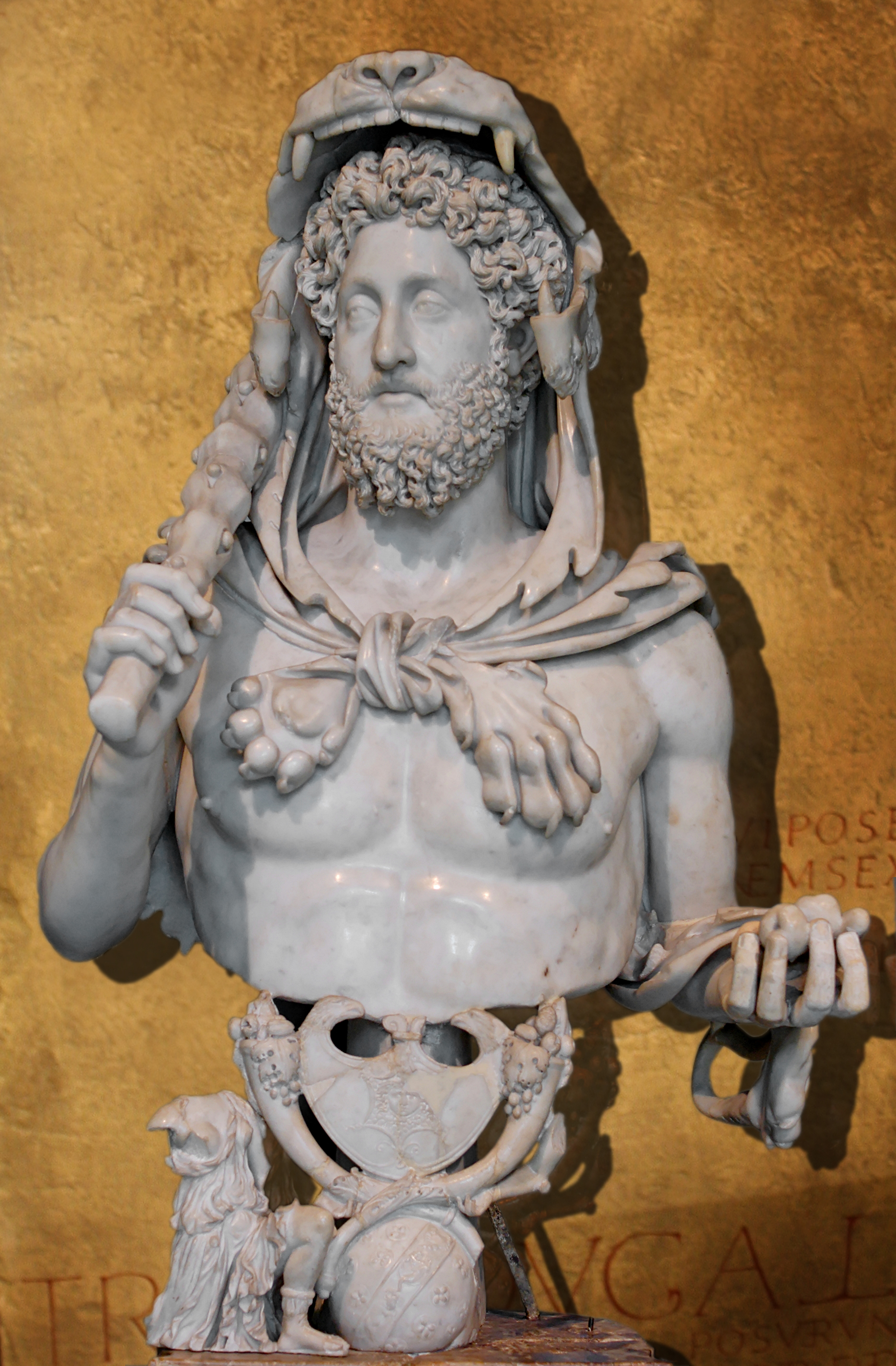
Commodo (Musei capitolini), nelle vesti di Ercole, per la sua grande passione per i giochi gladiatorii

Lo stesso Commodo, al culmine del suo regno, decise di ribattezzare la città Colonia Commodiana e si autodefinì l'Ercole Romano, ma di ciò nel film non v'è traccia. È vero anche che Commodo scese personalmente in campo contro gladiatori in battaglie manipolate a suo favore (gli avversari erano armati di spade di legno) e che sua sorella Lucilla cospirò contro di lui.
Nella scena del trionfo di Commodo è possibile contare il numero dei soldati stimandolo dal numero di "quadrati". Essendo ogni quadrato composto da 16x25=400 soldati, ed essendo rappresentati almeno 50 quadrati, il totale ammonterebbe ad almeno 20 mila, pari a quattro intere legioni. Se da un lato è vero che al tempo di Commodo ormai la regola che vietava di portare armi all'interno del pomerium era un debole residuo di epoche antiche, d'altro canto quattro legioni sembrano davvero un eccesso inaccettabile.
La figura storica di Commodo era già stata trattata al cinema: era accaduto nel film peplum italiano del 1964 di Mario Caiano I due gladiatori, ma soprattutto nel film gemello (che può considerarsi la prima versione de Il gladiatore) di Anthony Mann del 1964 La caduta dell'Impero romano, con Sophia Loren, Stephen Boyd, Alec Guinness e Christopher Plummer, rispettivamente nelle parti di Lucilla, del generale Livio (il protagonista al posto di Massimo), di Marco Aurelio e di Commodo.

### I giochi gladiatori

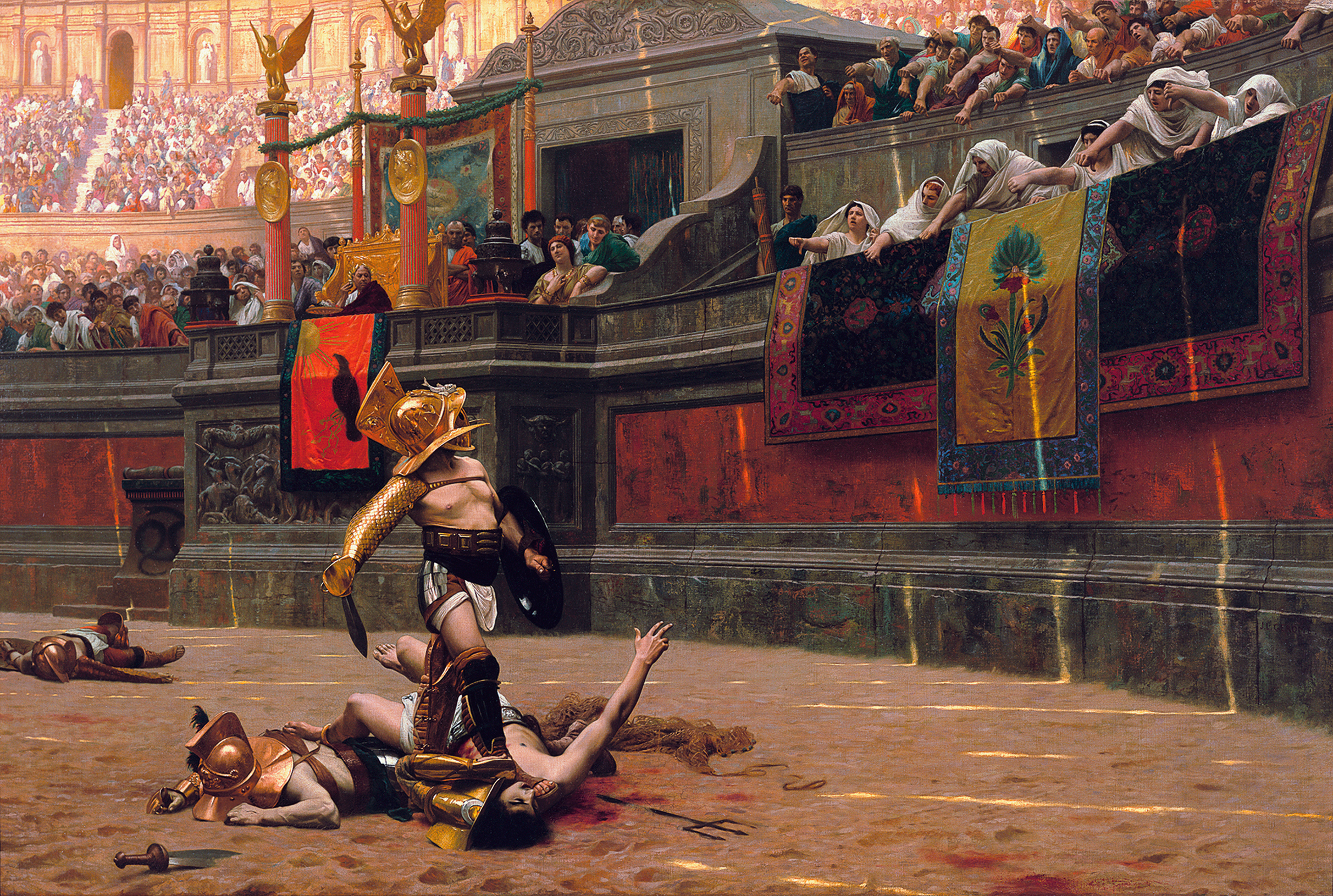
Questo quadro di Jean-Léon Gérôme è stato per il regista del film, Ridley Scott, fonte di ispirazione per le sequenze di combattimento tra gladiatori nell'arena del Colosseo

Come mostrato nel film, i gladiatori erano sì schiavi, ma anche uomini ammirati e ossequiati, che in tal caso godevano di condizioni privilegiate e dell'accesso alle attrazioni più prestigiose della civiltà romana.
L'intero film sembra indicare che all'epoca ci si aspettasse che un gladiatore trovasse la morte durante i giochi e che questo evento fosse il mezzo attraverso cui i giochi gladiatori intrattenessero il pubblico. Il modo con cui essi intrattenevano il pubblico era invece dimostrare l'abilità nel combattimento dei partecipanti, ma per ottenere questo era necessario che i combattenti restassero vivi: un gladiatore non era un semplice schiavo, ma era un individuo sul quale i proprietari avevano investito un'elevata quantità di risorse, per addestrarlo e armarlo, e quindi si lucrava su di lui facendolo partecipare ai giochi quanto più a lungo e frequentemente possibile. Da questo ne consegue che non fosse conveniente che un gladiatore morisse e che quindi la morte fosse un evento raro. Ogni gladiatore aveva la facoltà di ritirarsi dall'incontro a propria discrezione; inoltre, nel momento in cui uno dei duellanti prevaleva sull'altro, la folla esprimeva effettivamente il proprio volere circa la sorte dello sconfitto. L'ultima parola spettava all'imperatore, ma raramente questi ne decretava l'esecuzione: in tal caso, infatti, era tenuto a pagare un consistente risarcimento. Il gladiatore prossimo alla morte a causa di ferite gravi esponeva coraggiosamente il petto al vincitore.
Sembrano del tutto assenti le categorie gladiatorie. Gli scontri erano resi il più lunghi possibile facendo in modo che ogni partecipante fosse equipaggiato con armamenti che lo rendessero alla pari, sotto questo punto di vista, con l'avversario. Ogni gladiatore era assegnato quindi a una determinata categoria, dotata di specifico equipaggiamento e intesa per combattere solo e soltanto contro gladiatori appartenenti ad altre categorie specifiche.
I gladiatori sono raffigurati come individui dal fisico scolpito e tipico di quello attribuito agli atleti odierni: in realtà erano noti per avere invece una consistente quantità di grasso addominale, in modo che gli fosse possibile venire feriti in modo sufficiente da rendere le loro ferite ben evidenti alla folla senza però rischiare di soffrire lesioni agli organi interni.
Il gesto dell'imperatore che ordinava la morte dello sconfitto non era il pollice abbassato (il proverbiale pollice verso), ma il pollice alzato, simbolo della spada sguainata (il gesto contrario, cioè il pollice richiuso nel pugno, indicava la spada rimessa nel fodero). Sebbene Scott fosse stato informato di questo, ha preferito usare il gesto classico per non confondere gli spettatori.
Il rudis era effettivamente donato ai gladiatori che si erano dimostrati abbastanza abili da essere amati dalla folla, tuttavia non rappresentava né implicava la libertà del gladiatore, ma solo la possibilità di non essere più obbligato a combattere. L'oggetto che rappresentava la libertà e che veniva donato al gladiatore quando questi veniva definitivamente liberato era un berretto di lana chiamato pileo.
In uno dei combattimenti nel Colosseo, mentre Massimo affronta un erculeo gallico, alcuni schiavi fanno uscire dalle grate intorno all'arena, tenendole al guinzaglio con delle catene, delle tigri che tentano di azzannare i due: questo tipo di combattimento non era tipico dei gladiatori (che combattevano solo tra di loro), bensì dei giochi venatorii (le venationes); inoltre, in questi combattimenti, venivano perlopiù usati i leoni importati a questo scopo in grande quantità dal Nord Africa (dove tale commercio contribuì alla loro estinzione) e solo assai più di rado le tigri.
Nella scena della distribuzione del pane all'inizio dei giochi ci si potrebbe riferire alla celebre frase "panem et circenses": tuttavia è errato interpretarla con il significato di "desiderio del popolo", poiché la frase era riferita ai depositi portuali nelle odierne Libia e Tunisia, da dove partivano le navi cariche di grano e animali per i giochi circensi.
Il popolo non gridava "A morte!" nei confronti dello sconfitto, ma "Jugula!" ("Tagliagli la gola!"): questo, infatti, era il sistema più rapido per uccidere lo sconfitto. Spesso però, se questo si difendeva bene e con valore, veniva risparmiato.
In uno degli epici scontri ambientati nel Colosseo, nell'arena fanno la loro comparsa anche balestre a ripetizione, che al tempo della storia narrata non esistevano. Inoltre, nella scena con le bighe che corrono nell'arena, durante il rovesciamento a terra di una di queste (quella che finisce contro il muro), si vede al suo interno, nascosta goffamente da un panno, una bombola di aria compressa (con manometro e valvola di regolazione) per gli effetti speciali di ribaltamento.

### Il Colosseo

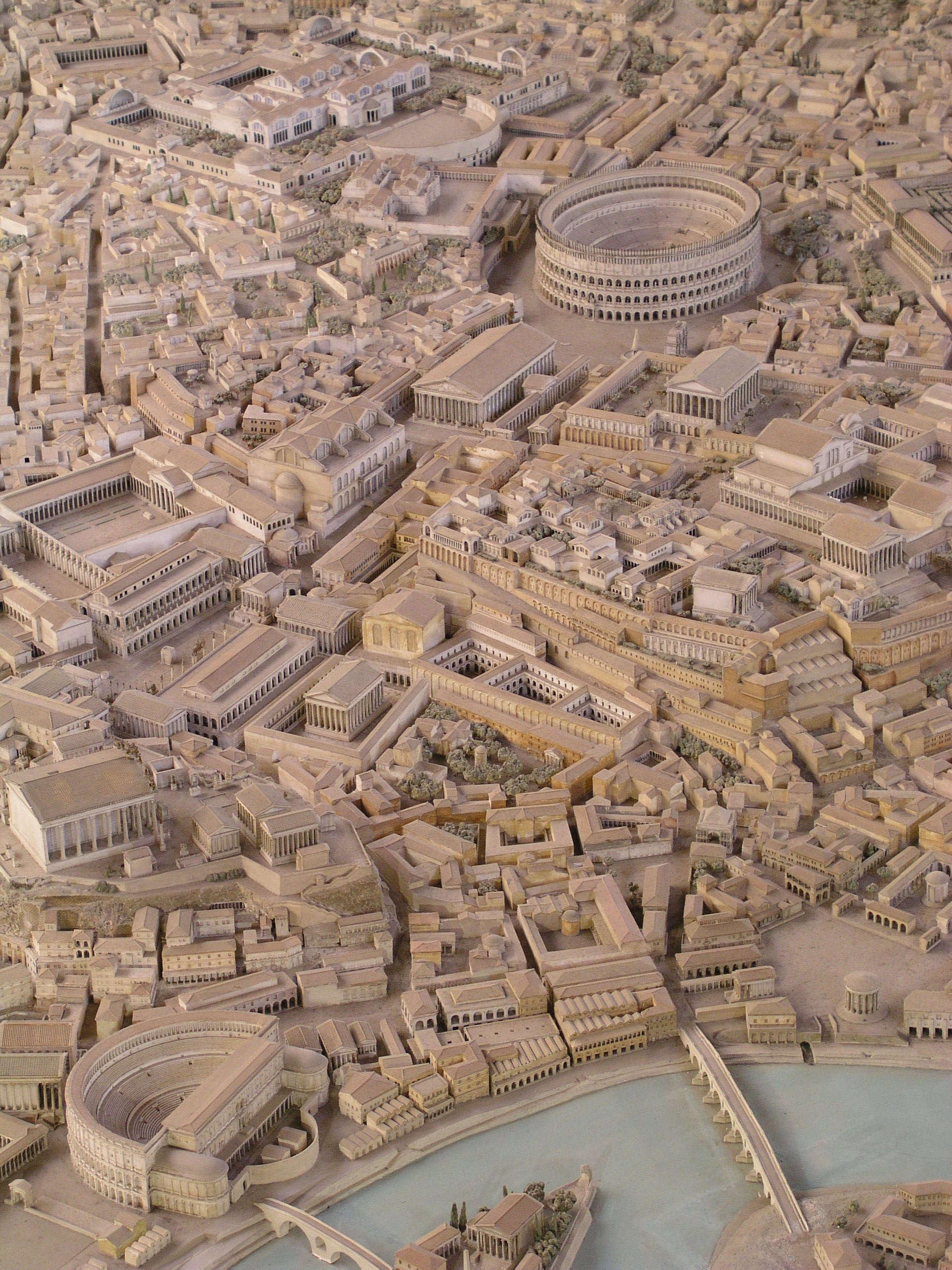
Alcune sequenze del film "a volo d'uccello" sono state ricostruite sulla base del diorama del museo della civiltà romana (all'EUR), dove è rappresentata la parte tra il foro romano fino al Colosseo stesso, compreso il tempio di Venere e Roma

Nel film si indica la famosa arena con il nome di "Colosseo"; tale denominazione risalirebbe, tuttavia, solo all'XI secolo. In precedenza la struttura era chiamata Amphitheatrum Flavium (anfiteatro Flavio), sebbene tale aspetto sia tuttora controverso. In età romana contava quasi 80000 posti, e non i "soli" 50000 dichiarati da Proximo. Dopo incendi e terremoti fu utilizzato come arena fino al VI secolo e poi come cimitero.
Inoltre, nella Roma ricostruita al computer per qualche scena grafica, a fianco del Colosseo appare un lago, che era il lago della Domus Aurea di un altro imperatore, Nerone: l'errore storico consiste nel fatto che questo lago della Domus Aurea venne prosciugato proprio per la costruzione dell'anfiteatro Flavio.
Nella panoramica aerea finale il Tevere apparirebbe troppo vicino all'arena. Delle montagne a nord, seppur ricordando le colline del Monte Mario, sono altissime, trattandosi di immagini dei rilievi nei dintorni della città catalana di Gerona.
Falsa anche la data dell'inaugurazione del Colosseo, fatta risalire al secondo secolo, mentre in realtà venne costruito dall'imperatore Vespasiano e inaugurato dal figlio Tito nel corso del primo, intorno all'80 d.C.

### Architetture di Roma
Nella visione aerea di Roma sono riconoscibili la basilica di Massenzio e l'arco di Costantino, edifici costruiti però nel IV secolo d.C., quindi più di un secolo dopo l'epoca di Marco Aurelio e Commodo.
Nelle panoramiche appaiono inoltre cupole proprie dell'architettura rinascimentale e successiva, simili a quelle di Sant'Andrea della Valle o di Santa Maria di Loreto, nei pressi del Vittoriano e della Colonna Traiana.
Nella scena del trionfo di Commodo appare quello che dovrebbe essere il Foro, di dimensioni enormi e completamente diverso dalla realtà.

### Altre
I senatori, i generali e i personaggi illustri si salutavano chiamandosi solo per nome proprio (ad esempio "Ave Caio", "Ave Massimo", "Ave Giulio") e non anteponendo il titolo o il ruolo sociale.
La provincia dello Zucchabar, in cui sono ambientate le prime battaglie tra gladiatori prima che i personaggi arrivino a Roma, non è mai esistita. In verità Zuccabar era una piccola cittadina situata nella provincia romana della Mauretania Cesarensis, l'odierna Algeria settentrionale mediterranea. Sorgeva lungo la lunghissima strada romana che collegava Tingis (Tangeri, in Marocco, che era nella provincia della Mauretania Tingitania) a Cartagine, l'attuale Tunisi. Zucchabar era situata a sud della città costiera, di fondazione romana, di Cesarea, mentre Zucchabar stessa era di probabili origini numide: infatti verso est, lungo la strada che arrivava fino a Cartagine, sorgeva Cirta, la capitale dell'antico regno numida, alleato dei Romani fin dagli albori della repubblica e acerrimo nemico di Cartagine (la terza guerra punica si ebbe, in un certo senso, grazie ad esso).
La frase «Ave, Caesar, morituri te salutant» non veniva pronunciata dai gladiatori, ma dai condannati a morte, come ci racconta Svetonio.
La celebre frase pronunciata dal generale Massimo (Russell Crowe) all'inizio del film prima della battaglia contro i Barbari «Ciò che facciamo in vita riecheggia nell'eternità» è in realtà una citazione tratta dal libro dell'Hagakure di Yamamoto Tsunetomo.

## Sequel
Nel giugno 2001 il produttore Douglas Wick dichiarò che era in fase di sviluppo un prequel de Il Gladiatore. L'anno seguente, Wick, Walter Parkes, David Franzoni e John Logan decisero invece di virare verso un sequel ambientato quindici anni dopo, dove le guardie pretoriane avrebbero governato Roma e in cui un più vecchio Lucio avrebbe cercato di scoprire chi fosse il suo vero padre. Tuttavia, Russell Crowe era interessato a un progetto che facesse risorgere Massimo, al fine di approfondire ulteriormente le credenze romane sull'aldilà. Ridley Scott manifestò interesse, sebbene ammettesse che questo progetto avrebbe dovuto essere rivisto in quanto aveva poco a che fare con i gladiatori. Un easter egg contenuto nel disco 2 dell'edizione estesa del film in DVD include una discussione sui possibili scenari per un seguito: in essa c'è un suggerimento di Parkes che, per consentire a Russell Crowe di tornare a interpretare Massimo, sosteneva l'idea di un sequel e di un «dramma multi-generazionale su Massimo e gli Aureliani e su questo capitolo di Roma», simile nel concetto a Il padrino - Parte II.
Nel 2006 Scott dichiarò come lui e Crowe si fossero avvicinati a Nick Cave per riscrivere il film, ma anche come le loro idee fossero entrate in conflitto con l'idea della DreamWorks di uno spin-off che coinvolgeva Lucio, che il regista ha rivelato sarebbe stato figlio di Massimo e Lucilla. Scott notò che una storia di corruzione a Roma era troppo complessa, mentre Il gladiatore aveva funzionato ai tempi grazie alla trama lineare della sua storia. Nel 2009 i dettagli della sceneggiatura (poi respinta) di Cave sono emersi su Internet: in essa Massimo si sarebbe reincarnato, sarebbe tornato a Roma per difendere i cristiani dalla persecuzione, poi sarebbe stato trasportato in altri periodi importanti della storia, tra cui la seconda guerra mondiale e la guerra del Vietnam, e infine sarebbe diventato un generale nel Pentagono di oggi. Questa sceneggiatura di un sequel, tuttavia, venne respinta in quanto troppo inverosimile e non conforme allo spirito e al tema del film originale.
Nel marzo 2017 Scott ha nuovamente affermato di avere un'idea su come partorire un sequel e di come stesse cercando di convincere Russell Crowe a riprendere il suo ruolo di Massimo: «Saprei come riportare il film sullo schermo. Ho parlato di questo anche con gli studios. Mi hanno risposto: "ma... il personaggio è morto". Ma esiste un modo di farlo tornare».
A novembre 2018 è arrivato l'annuncio, da parte di Paramount Pictures, dello sviluppo di un sequel, con un'opzione di co-finanziamento di Universal Pictures, con Scott come regista e con Peter Craig come sceneggiatore.
Nel giugno 2019 Parkes e MacDonald hanno confermato che il sequel è ancora in fase di sviluppo con Scott e Craig, affermando: «Stiamo lavorando con Ridley Scott, è uno che non toccheremmo, se non avessimo ritenuto che fosse legittimo. Stiamo lavorando anche con uno scrittore straordinario, Peter Craig. Racconta la storia 30 anni dopo... 25 anni dopo».
Il 30 settembre 2021 Ridley Scott ha dichiarato di essere in fase di pre-produzione e che, dopo aver terminato le riprese di Napoleon, avrebbe cominciato quelle del sequel; quest'ultimo, dal titolo Il gladiatore II, è infine venuto alla luce nel 2024.